# Elsey-Nationalpark
Der Elsey-Nationalpark ist ein 138 Quadratkilometer großer Nationalpark im Norden des Northern Territory, Australien.

## Lage
Der Park liegt etwa 380 Kilometer südwestlich von Darwin in der Nähe von Mataranka.
Zugang zum Park hat man von Stuart Highway. Die Abzweigung direkt in Mataranka führt zu den Bitter Springs. Anderthalb Kilometer weiter südlich erreicht man über die Homestead Road den Hauptteil des Parks.

## Nationalpark
Ein Großteil des Nationalparks ist geprägt durch den Roper River und die Vielzahl von Quellen, aus denen er gespeist wird. In der Trockenzeit fließt er langsam durch große Wasserlöcher, die voneinander durch Tuffsteinstufen getrennt sind. Während der Regenzeit hingegen schwillt der Roper River zu einem reißenden Strom an.
Die Hauptattraktionen  sind die beiden Thermalquellen Thermal Pool und Rainbow Spring. 34 °C warmes Quellwasser aus dem Untergrund, über 30 Millionen Liter täglich, speisen die beiden Becken.

## Tier- und Pflanzenwelt
Insgesamt wurden im Park bisher 269 einheimische Tierarten festgestellt, darunter 155 Vogel-, 32 Säugetier-, 51 Reptilien-, 15 Amphibien- und 16 Fischarten.
Drei dieser Arten sind als bedroht anzusehen: der Fuchshabicht, die Wammentrappe und Leichhardts Sägerochen.
Bemerkenswert ist auch das Vorkommen des Schwarzen Flughundes und des Kleinen Roten Flughundes. Letzterer bildet im Nationalpark Kolonien mit bis zu 500.000 Individuen; besondere Bedeutung hat hierfür die Gegend um den Mataranka Pool.
Außerdem wurden 371 einheimische Pflanzenarten erfasst. Der Park ist Heimat von mehreren Arten mit einem beschränkten Verbreitungsgebiet darunter die Unterart Livistona mariae ssp. rigida der Livistonapalme.

## Tourismus
Die beste Besuchszeit für den Nationalpark ist die Zeit von Mai bis September. Er bietet warme, glasklare Teiche für Schwimmer an, wobei außerhalb der Trockenzeit auf Salzwasserkrokodile geachtet werden muss und auch sonst Süßwasserkrokodile an einigen Stellen eine Gefahr darstellen (Warnhinweise beachten). An langen Flussabschnitten ist Kanufahren und Angeln möglich. Wanderwege erschließen die Landschaft und führen zu historischen Stätten. Durch Witterungseinflüsse, insbesondere in der Regenzeit, kann die Erreichbarkeit von Bereichen im Park eingeschränkt sein.